# Cañuelas Fútbol Club
O Cañuelas Fútbol Club, conhecido apenas como Cañuelas, é um clube de futebol argentino da cidade de Cañuelas, no partido homônimo na província de Buenos Aires. Foi fundado em 1º de janeiro de 1911 e seu estádio é o Jorge Alfredo Arín, cuja capacidade é de 2.000 pessoas. O clube atualmente disputa a Primera C, uma das duas ligas que compõem a quarta divisão do sistema de ligas de futebol da Argentina.

## Dados do clube

### Por campeonato
- Temporadas na Primera División: 0 (nenhuma)
- Temporadas na Primera B Nacional: 0 (nenhuma)
- Temporadas na Primera B Metropolitana: 0 (nenhuma)
- Temporadas na Primera C: 16 (1996–97 a 2008–09 e 2015 até os dias atuais)
- Temporadas na Primera D: 28 (1975 a 1995–96, 2009–10 a 2014)

### Por divisão
- Temporadas na Quarta Divisão: 28
- Temporadas na Quinta Divisão: 15

### Temporada por Temporada
- Primera D: 1975 a 1995–96
- Primera C: 1996–97 a 2008–09
- Primera D: 2009–10 a 2014
- Primera C: 2015 até hoje

## Títulos

### Torneios nacionais
- Primera D (2): Clausura de 1994 (sem acesso) e Torneo Transición de 2014
- Primera C (1): Apertura de 2000 (sem acesso)

### Outras conquistas
- Acesso à Primera C como campeão do Torneo Reducido da Primera D (1): 1996